# Fantasy (Mariah Carey)
Fantasy è un brano musicale scritto e prodotto da Mariah Carey e Dave Hall, e registrata per il quinto album della Carey Daydream del 1995. È costruita intorno ad un campionamento di Genius of Love dei Tom Tom Club del 1982, che era stata scritta da Tina Weymouth, Chris Frantz, Steven Stanley e Adrian Belew. 
Il brano è stato distribuito come primo singolo estratto dall'album, ed alcuni remix figurano la partecipazione di Ol' Dirty Bastard. La Carey, candidata per sei anni consecutivi dal 1991 al 1996 nella categoria "miglior performance pop", venne nominata con questa canzone ai Grammy Award nel 1996, premio poi andato a No More "I Love You's" di Annie Lennox. La canzone restò otto settimane alla numero uno nella Hot 100 americana.

## Video musicale
Il video fu il primo che venne completamente diretto dalla cantautrice . Il video venne girato a Playland, un parco giochi situato a Rye, New York. Si nota la cantautrice su una montagna russa o su dei roller-blade. In seguito la cantautrice viene vista in una jeep decappottata insieme ad un gruppo di amici ballare e cantare in piena notte. Venne girata anche una versione remix del video, che vede scene aggiuntive con il defunto rapper Ol' Dirty Bastard.

## Tracce
- U.S. CD maxi single (cassette maxi single/UK CD single 1)

1. "Fantasy" (album version)
2. "Fantasy" (Bad Boy Fantasy) (note that even though it's not listed on the single, this mix also featured O.D.B.)
3. "Fantasy" (Bad Boy with O.D.B.)
4. "Fantasy" (Bad Boy mix)
5. "Fantasy" (Def club mix)

- U.S. 12" single

1. "Fantasy" (Def club mix)
2. "Fantasy" (MC mix)
3. "Fantasy" (Puffy's mix)
4. "Fantasy" (Bad Boy with O.D.B.)
5. "Fantasy" (album version)
6. "Fantasy" (The Boss mix)
7. "Fantasy" (Sweet dub mix)
8. "Fantasy" (Puffy's club mix)
9. "Fantasy" (Bad Boy mix)

- UK CD single 2

1. "Fantasy" (MC mix)
2. "Fantasy" (Puffy's mix)
3. "Fantasy" (Puffy's club mix)
4. "Fantasy" (The Boss mix)
5. "Fantasy" (Sweet Dub mix)

## Successo commerciale
Fantasy divenne la nona numero uno della Carey sulla Hot 100 statunitense. Fu il primo singolo pubblicato da una artista donna a debuttare direttamente alla numero uno della classifica statunitense e, in generale, la seconda solo dopo You Are Not Alone di Michael Jackson. Insieme a Dreamlover, la canzone, al tempo, era una delle più durature della cantautrice . La canzone vendette oltre 2 milioni di copie nei soli Stati Uniti, e venne certificata 2 volte platino. Oltre alla Hot 100 americana, la canzone raggiunse il vertice delle classifiche in Canada, Australia e Nuova Zelanda, la top-5 nel Regno Unito. "Fantasy" fu un grande successo anche in altre classifiche europee, e raggiunse la top-20 in Giappone. In totale la canzone raggiunse la cospicua cifra di 7 milioni di copie vendute, diventando uno dei maggiori successi della cantautrice.

## Classifiche
| Classifica (1995)                               | Posizione più alta |
| ----------------------------------------------- | ------------------ |
| U.S. Billboard Hot 100                          | 1                  |
| U.S. Billboard Hot R&B/Hip-Hop Singles & Tracks | 1                  |
| U.S. Billboard Hot Dance Club Play              | 1                  |
| U.S. Billboard Mainstream Top 40                | 1                  |
| Australia                                       | 1                  |
| Austria                                         | 13                 |
| Canada                                          | 1                  |
| Europa                                          | 4                  |
| Finlandia                                       | 2                  |
| French Singles Chart                            | 5                  |
| Germania                                        | 17                 |
| Irlanda                                         | 10                 |
| Israele                                         | 2                  |
| Italia                                          | 9                  |
| Giappone                                        | 18                 |
| Paesi Bassi                                     | 9                  |
| Nuova Zelanda                                   | 1                  |
| Norvegia                                        | 10                 |
| Svezia                                          | 13                 |
| Svizzera                                        | 10                 |
| Regno Unito                                     | 4                  |

### Classifiche di fine anno
| Classifica (1995) | Posizione |
| ----------------- | --------- |
| Italia            | 86        |

### Classifiche decennali
| Classifica (1990–1999) | Posizione |
| ---------------------- | --------- |
| Stati Uniti            | 15        |